# Rallye Monte Carlo 2025

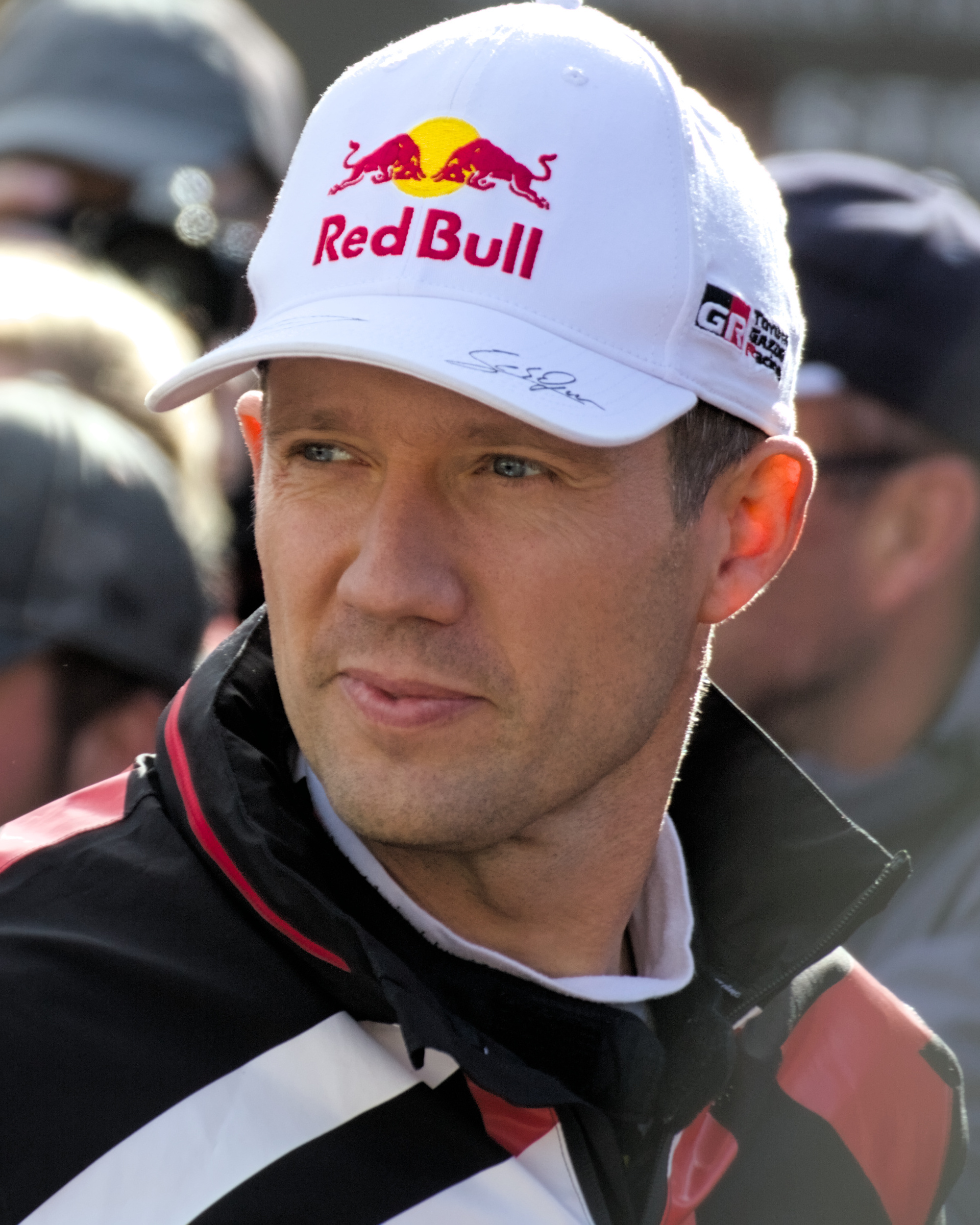
Sébastien Ogier gewinnt die Rallye Monte Carlo zum 10. Mal.

Die 93. Rallye Monte Carlo (offiziell 93. Rallye Automobile Monte Carlo 2025) war der 1. Lauf zur FIA-Rallye-Weltmeisterschaft 2025. Sie dauerte vom 23. bis zum 26. Januar und es wurden insgesamt 18 Wertungsprüfungen (WP) gefahren.

## Bericht
Der Franzose Sébastien Ogier (Toyota) sicherte sich einen historischen Sieg, zum 10. Mal gewann er die Rallye Monte Carlo in seiner Karriere, so oft wie kein Fahrer vor ihm.
Der amtierende Weltmeister Thierry Neuville (Hyundai) hatte Probleme die richtige Abstimmung zu finden. Wie auch Kalle Rovanperä (Toyota) tat sich Neuville schwer mit den seit dieser Saison neu verwendeten Hankook-Reifen. Besonders in den kurvigeren Wertungsprüfungen verloren die beiden Fahrer Zeit. Bei Neuville kam am Freitag ein Fahrerfehler dazu, wo er sich die Hinterradaufhängung beschädigte. So musste er sich mit dem sechsten Rang begnügen im Gesamtklassement. Neuvilles Teamkollege Ott Tänak rutschte von der Straße und beschädigte das Auto ebenfalls, dabei verlor er rund 17 Sekunden.
Adrian Fourmaux startete zum ersten Mal für das Hyundai-Team. Er kam mit den wechselnden Straßenbedienungen gut zurecht. Er sicherte sich den dritten Platz hinter den Toyota-Piloten Ogier und Elfyn Evans und war bester Hyundai-Fahrer.
In der Fahrer-Weltmeisterschaft führte Ogier mit 33 Punkten vor Evans mit 26 und Fourmaux mit 20 Punkten die Tabelle an.

## Meldeliste
| Nr.                  | Fahrer           | Co-Pilot                 | Auto                   |
| -------------------- | ---------------- | ------------------------ | ---------------------- |
| WRC-Klasse (Rally1)  |                  |                          |                        |
| 1                    | Thierry Neuville | Martijn Wydaeghe         | Hyundai i20 N Rally1   |
| 5                    | Sami Pajari      | Marko Salminen           | Toyota GR Yaris Rally1 |
| 8                    | Ott Tänak        | Martin Järveoja          | Hyundai i20 N Rally1   |
| 13                   | Grégoire Munster | Louis Louka              | Ford Puma Rally1       |
| 16                   | Adrien Fourmaux  | Alexandre Coria          | Hyundai i20 N Rally1   |
| 17                   | Sébastien Ogier  | Vincent Landais          | Toyota GR Yaris Rally1 |
| 18                   | Takamoto Katsuta | Aaron Johnston           | Toyota GR Yaris Rally1 |
| 33                   | Elfyn Evans      | Scott Martin             | Toyota GR Yaris Rally1 |
| 55                   | Josh McErlean    | Eoin Treacy              | Ford Puma Rally1       |
| 69                   | Kalle Rovanperä  | Jonne Halttunen          | Toyota GR Yaris Rally1 |
| WRC2-Klasse (Rally2) |                  |                          |                        |
| Nr.                  | Fahrer           | Co-Pilot                 | Auto                   |
| 22                   | Yohan Rossel     | Arnaud Dunand            | Citroën C3 Rally2      |
| 24                   | Roberto Daprà    | Luca Guglielmetti        | Škoda Fabia RS Rally2  |
| 25                   | Charles Munster  | Loris Pascaud            | Hyundai i20 N Rally2   |
| 27                   | Olivier Burri    | Anderson Levratti        | Škoda Fabia Rally2 evo |
| 28                   | Maxime Potty     | Renaud Herman            | Škoda Fabia RS Rally2  |
| 29                   | Eamonn Boland    | Michael Joseph Morrissey | Ford Fiesta Rally2     |
| 31                   | Eric Camilli     | Thibault de la Haye      | Hyundai i20 N Rally2   |

Anmerkung: Insgesamt haben sich 69 Fahrzeuge eingeschrieben in verschiedenen Klassen.

## Klassifikationen

### WRC Rally1
| Position     | Position     | Nr. | Fahrer           | Co-Pilot         | Auto                   | Zeit      | Rückstand | Punkte | Punkte  | Punkte     | Punkte |
| Rally1       | Gesamt       | Nr. | Fahrer           | Co-Pilot         | Auto                   | Zeit      | Rückstand | Total  | Sonntag | Powerstage | Total  |
| ------------ | ------------ | --- | ---------------- | ---------------- | ---------------------- | --------- | --------- | ------ | ------- | ---------- | ------ |
| 1            | 1            | 17  | Sébastien Ogier  | Vincent Landais  | Toyota GR Yaris Rally1 | 3:19:06.2 |           | 25     | 3       | 5          | 33     |
| 2            | 2            | 33  | Elfyn Evans      | Scott Martin     | Toyota GR Yaris Rally1 | 3:19:24.6 | 18,4      | 17     | 5       | 4          | 26     |
| 3            | 3            | 16  | Adrien Fourmaux  | Alexandre Coria  | Hyundai i20 N Rally1   | 3:19:32.1 | 25,9      | 15     | 2       | 3          | 20     |
| 4            | 4            | 69  | Kalle Rovanperä  | Jonne Halttunen  | Toyota GR Yaris Rally1 | 3:20:00.5 | 54,3      | 12     | 4       | 2          | 18     |
| 5            | 5            | 8   | Ott Tänak        | Martin Järveoja  | Hyundai i20 N Rally1   | 3:20:05.1 | 59,0      | 10     | 0       | 1          | 11     |
| 6            | 6            | 1   | Thierry Neuville | Martijn Wydaeghe | Hyundai i20 N Rally1   | 3:24:50.3 | 5:44.2    | 8      | 1       | 0          | 9      |
| 7            | 7            | 55  | Josh McErlean    | Eoin Treacy      | Ford Puma Rally1       | 3:29:21.2 | 10:15.1   | 6      | 0       | 0          | 6      |
| Ausfall WP17 | Ausfall WP17 | 13  | Grégoire Munster | Louis Louka      | Ford Puma Rally1       | Unfall    | Unfall    | 0      | 0       | 0          | 0      |
| Ausfall WP16 | Ausfall WP16 | 5   | Sami Pajari      | Marko Salminen   | Toyota GR Yaris Rally1 | Unfall    | Unfall    | 0      | 0       | 0          | 0      |
| Ausfall WP16 | Ausfall WP16 | 18  | Takamoto Katsuta | Aaron Johnston   | Toyota GR Yaris Rally1 |           |           | 0      | 0       | 0          | 0      |

### WRC2 Rally2
| Position | Nr. | Fahrer       | Co-Pilot            | Auto                 | Zeit      | Rückstand | Punkte |
| -------- | --- | ------------ | ------------------- | -------------------- | --------- | --------- | ------ |
| 1        | 22  | Yohan Rossel | Arnaud Dunand       | Citroën C3 Rally2    | 3:29:32.9 |           | 25     |
| 2        | 31  | Eric Camilli | Thibault de la Haye | Hyundai i20 N Rally2 | 3:32:20.7 | 2:47.8    | 17     |
| 3        | 34  | Léo Rossel   | Guillaume Mercoiret | Citroën C3 Rally2    | 3:32:26.8 | 2:53.9    | 15     |

Anmerkung: Insgesamt haben sich 62 Fahrzeuge von 69 gestarteten klassiert.

### Wertungsprüfungen
| Tag      | Start         | WP                            | Name                                       | Länge                          | Gewinner                                                                             | Leader           |
| -------- | ------------- | ----------------------------- | ------------------------------------------ | ------------------------------ | ------------------------------------------------------------------------------------ | ---------------- |
| 22. Jan. | 16:01         | Route de la Garde (Shakedown) | Route de la Garde (Shakedown)              | 3,28 km                        | Ott Tänak                                                                            |                  |
| 23. Jan. | 17:15 – 17:30 |                               | Reifensericve, Digne-les-Bains             | Reifensericve, Digne-les-Bains | Reifensericve, Digne-les-Bains                                                       |                  |
| 23. Jan. | 18:05         | WP1                           | Digne-les-Bains / Chaudon-Norante 1        | 19,01 km                       | Sébastien Ogier                                                                      | Sébastien Ogier  |
| 23. Jan. | 19:53         | WP2                           | Faucon-du-Caire / Bréziers                 | 21,18 km                       | Sébastien Ogier                                                                      | Sébastien Ogier  |
| 23. Jan. | 21:06         | WP3                           | Avançon / Notre-Dame-du-Laus 1             | 13,97 km                       | Elfyn Evans                                                                          | Thierry Neuville |
| 23. Jan. | 22:06 – 22:54 |                               | Service A, Gap                             | Service A, Gap                 | Service A, Gap                                                                       | Thierry Neuville |
| 24. Jan. | 08:00 – 08:18 |                               | Service B, Gap                             | Service B, Gap                 | Service B, Gap                                                                       | Thierry Neuville |
| 24. Jan. | 09:31         | WP4                           | Saint-Maurice / AubessPagne 1              | 18,68 km                       | Kalle Rovanperä                                                                      | Elfyn Evans      |
| 24. Jan. | 10:34         | WP5                           | Saint-Léger-les-Mélèzes / La Bâtie-Neuve 1 | 16,68 km                       | abgesagt                                                                             | Elfyn Evans      |
| 24. Jan. | 11:42         | WP6                           | La Bréole / Selonnet 1                     | 18,31 km                       | Adrien Fourmaux                                                                      | Elfyn Evans      |
| 24. Jan. | 13:27 – 14:10 |                               | Service C, Gap                             | Service C, Gap                 | Service C, Gap                                                                       | Elfyn Evans      |
| 24. Jan. | 15:23         | WP7                           | Saint-Maurice / Aubessagne 2               | 18,68 km                       | Elfyn Evans                                                                          | Elfyn Evans      |
| 24. Jan. | 16:26         | WP8                           | Saint-Léger-les-Mélèzes / La Bâtie-Neuve 2 | 16,68 km                       | Sébastien Ogier                                                                      | Sébastien Ogier  |
| 24. Jan. | 17:34         | WP9                           | La Bréole / Selonnet 2                     | 18,31 km                       | Sébastien Ogier                                                                      | Sébastien Ogier  |
| 24. Jan. | 18:59 – 19:47 |                               | Service D, Gap                             | Service D, Gap                 | Service D, Gap                                                                       | Sébastien Ogier  |
| 25. Jan. | 06:58 – 07:16 |                               | Service E, Gap                             | Service E, Gap                 | Service E, Gap                                                                       | Sébastien Ogier  |
| 25. Jan. | 08:59         | WP10                          | La Motte-Chalancon / Saint-Nazaire 1       | 27,00 km                       | Grégoire Munster                                                                     | Sébastien Ogier  |
| 25. Jan. | 10:05         | WP11                          | Aucelon / Recoubeau-Jansac 1               | 20,85 km                       | Ott Tänak                                                                            | Sébastien Ogier  |
| 25. Jan. | 11:08         | WP12                          | La Bâtie-des-Fonts / Aspremont 1           | 17,85 km                       | Takamoto Katsuta                                                                     | Sébastien Ogier  |
| 25. Jan. | 12:33 – 13:16 |                               | Service F, Gap                             | Service F, Gap                 | Service F, Gap                                                                       | Sébastien Ogier  |
| 25. Jan. | 14:59         | WP13                          | La Motte-Chalancon / Saint-Nazaire 2       | 27,00 km                       | Ott Tänak                                                                            | Sébastien Ogier  |
| 25. Jan. | 16:05         | WP14                          | Aucelon / Recoubeau-Jansac 2               | 20,85 km                       | Ott Tänak                                                                            | Sébastien Ogier  |
| 25. Jan. | 17:08         | WP15                          | La Bâtie-des-Fonts / Aspremont 2           | 17,85 km                       | Ott Tänak                                                                            | Sébastien Ogier  |
| 25. Jan. | 18:33 – 19:21 |                               | Service G, Gap                             | Service G, Gap                 | Service G, Gap                                                                       | Sébastien Ogier  |
| 26. Jan. | 06:03 – 06:21 |                               | Service H, Gap                             | Service H, Gap                 | Service H, Gap                                                                       | Sébastien Ogier  |
| 26. Jan. | 06:39         | WP16                          | Avançon / Notre-Dame-du-Laus 2             | 13,97 km                       | Sébastien Ogier                                                                      | Sébastien Ogier  |
| 26. Jan. | 08:32         | WP17                          | Digne-les-Bains / Chaudon-Norante 2        | 19,01 km                       | Adrien Fourmaux                                                                      | Sébastien Ogier  |
| 26. Jan. | 12:15         | WP18 (Powerstage)             | La Bollène-Vésubie / Peïra-Cava            | 17,92 km                       | 1. Sébastien Ogier 2. Elfyn Evans 3. Adrien Fourmaux 4. Kalle Rovanperä 5. Ott Tänak | Sébastien Ogier  |